# Bazylika jasnogórska
Bazylika jasnogórska (również bazylika znalezienia Krzyża Świętego i narodzenia Najświętszej Maryi Panny) – kościół, będący główną częścią zespołu klasztornego na Jasnej Górze w Częstochowie. Usytuowana jest pomiędzy kruchtą i przedsionkiem (w przyziemiu wieży) prowadzącą do kaplicy św. Antoniego z Padwy, a dziedzińcem głównym klasztoru. Od północy przylega do niej kaplica Matki Boskiej Częstochowskiej. Świątynia posiada tytuł honorowy bazyliki mniejszej, który uzyskała w 1906.

## Historia
Historia bazyliki sięga lat 20. XV wieku, kiedy to wzniesiono jednonawową świątynię wielkości obecnego prezbiterium (to najstarsza część bazyliki), a następnie około 1463 powiększono ją przekształcając w trójnawowy kościół halowy w stylu gotyckim. Przypuszcza się, jak pokazały to przeprowadzone w latach 2009–2012 prace archeologiczne, że pierwotnie na miejscu bazyliki stał najprawdopodobniej drewniany kościół (dawny parafialny wsi Stara Częstochowa) z założonym wokół niego cmentarzem. Obecną formę uzyskała pod koniec XVII wieku, kiedy to została odbudowana po zniszczeniach dokonanych przez pożar w dniu 16 lipca 1690. Odbudowa w stylu barokowym, prowadzona w latach 1690–1693, wykonana była prawdopodobnie według projektu architekta Domenico del Signore. W latach 1693–1696 podwyższono ściany nawy i prezbiterium, tym samym zmieniając układ przestrzenny świątyni z halowego na bazylikowy. W czasie odbudowy w nawie głównej i prezbiterium wykonano barokowe sklepienia kolebkowe z lunetami. W nawach bocznych natomiast zachowano sklepienia gotyckie (krzyżowe).

### Remonty i modernizacje bazyliki
W swojej historii bazylika przeszła na przestrzeni wieków wiele modernizacji i remontów.
| Historia remontów i modernizacji bazyliki jasnogórskiej | |
| Data                                                    | Zakres prac |
| 1617–1622                                               | budowa wieży wraz z bocznymi aneksami |
| 1690–1693                                               | odbudowa kościoła (sklepienia nawy głównej i prezbiterium oraz jej wyposażenie) po pożarze 16 lipca 1690 staraniem prowincjała o. Tobiasza Czechowicza                                     |
| 1693–1696                                               | wykonanie dekoracji stiukowej (warsztat Alberta Bianco), podwyższenie nawy i prezbiterium                                                                                                  |
| początek XVIII wieku                                    | dekoracja i wyposażenie wnętrza (prace rzeźbiarskie i sztukatorskie), realizowane staraniem przeora i prowincjała o. Konstantego Moszyńskiego                                              |
| 1760–1762                                               | marmoryzacja oraz złocenie ścian bazyliki staraniem przeora o. Ksawerego Rottera |
| 1860–1881                                               | stopniowe naprawy wystroju bazyliki |
| 1900–1906                                               | po pożarze i zawaleniu się wieży 15 sierpnia 1900 odbudowa według projektu architekta Józefa Dziekońskiego i architekta Stefana Szyllera, odsłonięcie gotyckiej ściany zachodniej kościoła |
| 1911–1926                                               | restauracja wnętrza bazyliki przy udziale architekta Stefana Szyllera, malarza Juliana Makarewicza, sztukatora Franciszka Silewicza i złotnika Franciszka Sidorowicza                      |
| 1975–1977                                               | oczyszczenie sztukaterii i polichromii sklepienia bazyliki |
| 2009–2012                                               | kompleksowe prace remontowo-konserwatorskie w bazylice oraz badania archeologiczne, wymiana posadzki oraz instalacji wentylacyjnej                                                         |

## Architektura i wyposażenie
Kościół jest orientowany. Składa się z mocno wydłużonego prezbiterium, nawy głównej, dwóch naw bocznych, czterech kaplic, kruchty, zakrystii oraz krypt grobowych. Dwuspadowy dach nawy kryty jest blachą miedzianą, z wieżyczką (sygnaturką).

### Kruchta

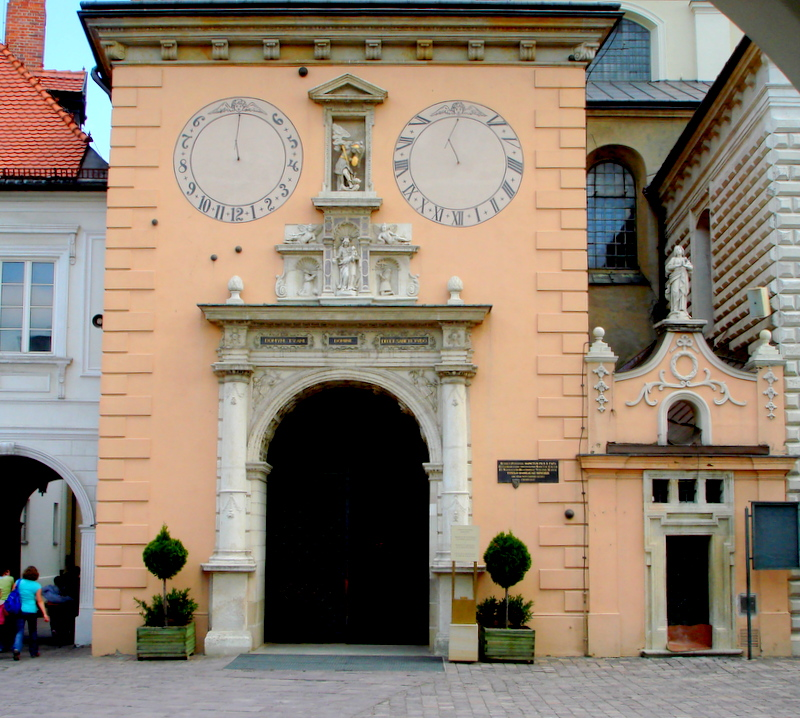
Wejście główne do bazyliki jasnogórskiej

Wybudowana około 1631 w stylu manierystyczno-barokowym mieści główne wejście do bazyliki.
Okazały portal ozdobiony jest rzeźbiarskimi motywami figuralnymi i ornamentalnymi. W podłuczu arkady znajdują się dwa rzędy rozet w kasetonach, zaś sama arkada ujęta jest z dwóch stron dwoma półkolumnami dźwigającymi belkowanie, które pokryte jest dekoracją o motywach rollwerków i okuć oraz inkrustowane czarnym marmurem. Nad wejściem łaciński napis: DOMVM TVAM DOMINE DECET SANCTI TVDO (pol. Domowi Twojemu przystoi świętość po wszystkie dni, o Panie.) (Ps 93, 5). W żagielkach arkady umieszczono personifikacje Wiary (postać kobiety z krzyżem i kielichem) oraz Nadziei (postać kobiety z kotwicą i gołębicą). W dolnej części zwieńczenia portalu umieszczono centralnie figurę Matki Bożej z Dzieciątkiem, a po bokach w niszach, figury klęczących i adorujących postaci św. Pawła Pierwszego Pustelnika (strona prawa) i św. Antoniego Opata (strona lewa). Nad nimi widoczne są dwie postacie półleżących aniołów. Powyżej znajduje się figura św. Michała Archanioła walczącego ze smokiem. Po jego bokach umieszczono wykonane w technice sgraffita dwie tarcze zegarów słonecznych. Portal zwieńczony jest niewielkim trójkątnym tympanonem.
Kruchta wybudowana na planie trapezu, nakryta jest kopułą z latarnią. Ściany wnętrza i czaszę kopuły zdobią freski z około 1717 roku (w kopule) przedstawiające scenę Wniebowzięcia i koronacji Matki Bożej oraz późniejsze, namalowane ok. 1817 sceny na ścianach tarczowych namalowane w 100. rocznicę koronacji cudownego obrazu Matki Boskiej Częstochowskiej: widok Jasnej Góry, przekazanie koron, przemówienie bp. Stanisława Szembeka oraz koronacja. Za kruchtą znajduje się przedsionek. Ściany przedsionka dekorują malowane sceny: św. Rodzina pielgrzymująca do świątyni jerozolimskiej, Chrystus z uczniami w Emaus, pielgrzymka do świętego miejsca i św. Krzysztof. Kopułę zdobi fresk przedstawiający św. Michała Archanioła.

### Kaplica św. Antoniego Padewskiego

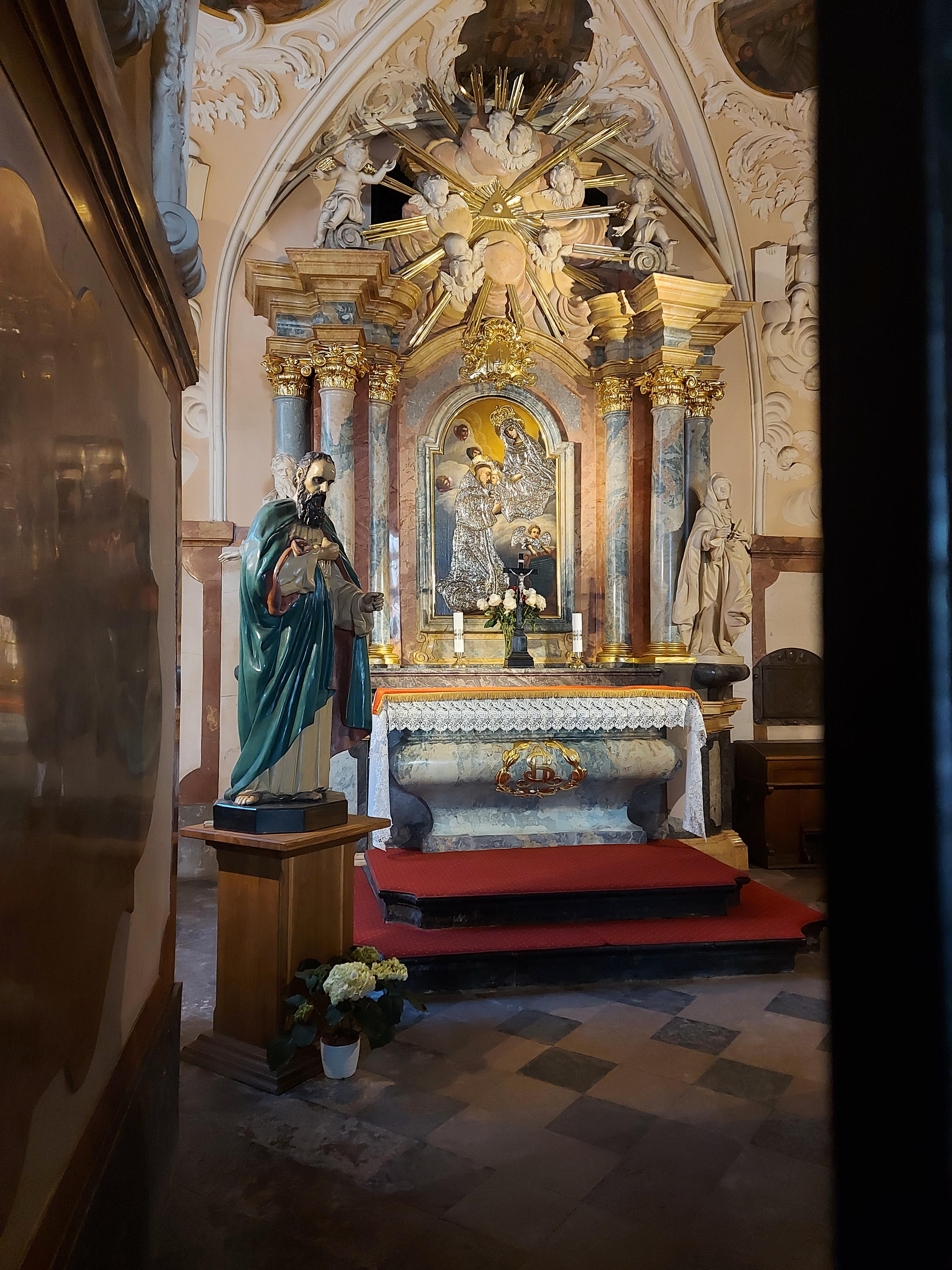
Ołtarz w kaplicy św. Antoniego Padewskiego

Na przedłużeniu przedsionka (w przyziemiu wieży) znajduje się oddzielona kratą XVII wieczna kaplica (jedna z czterech w bazylice) pw. św. Antoniego Padewskiego z ołtarzem datowanym na wiek XVIII z głównym obrazem przedstawiającym wizję św. Antoniego ozdobionym srebrnymi sukienkami trybowanymi w motyw wici kwiatowych. Ponadto po bokach ołtarza umieszczono figury św. Joachima i św. Anny. Sklepienie kaplicy dekorują barokowa sztukateria i polichromie przedstawiające wydarzenia z życia patrona kaplicy. Dawniej, jak pokazały to badania prowadzone w latach 2009–2012, pomiędzy bazyliką a kaplicą było dodatkowe przejście z okazałym portalem, które później okratowano, a następnie zamurowano. Kaplica, zamknięta kratą, nie jest udostępniona dla pielgrzymów i zwiedzających. Można dodać, że w XIX wieku czasowo kaplica ta była pod opieką prawosławnego popa.

### Nawy

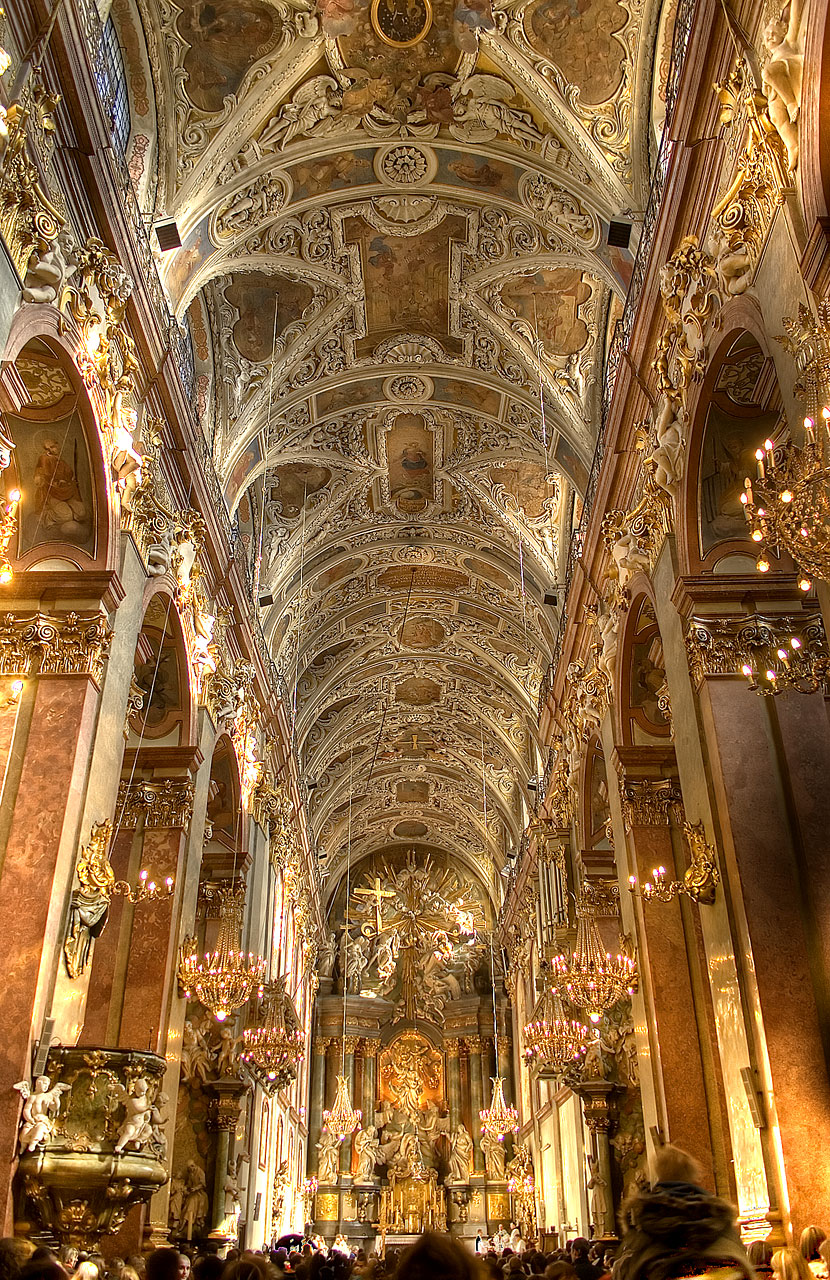
Bazylika – nawa główna

Do bazyliki prowadzą główne drzwi z 1858 (w prawo z przedsionka) ozdobione jednostronnie płaskorzeźbami aniołów oraz św. Pawła Pierwszego Pustelnika i św. Antoniego Opata. Bazylika ma 46 m długości, 21 m szerokości i 29 m wysokości. Jest budowlą orientowaną. Z prawej nawy bocznej (południowej) prowadzą schody w górę do kaplicy św. Pawła Pierwszego Pustelnika i kaplicy Najświętszego Serca Pana Jezusa oraz schody w dół do kaplicy Świętych Relikwii. Wszystkie trzy kaplice na zewnątrz obłożone są piaskowcem pińczowskim. Z lewej nawy bocznej (północnej) prowadzi wejście schodami w górę do kaplicy Matki Bożej (przybudówki) z barokowym portalem, w supraporcie, którego widoczna jest polichromowana płaskorzeźba przedstawiająca spotkanie na pustyni św. Pawła Pierwszego Pustelnika i św. Antoniego Opata, dalej w północnej ścianie prezbiterium, znajdują się dwa dalsze wejścia, w tym pierwotne wejście do kościoła z około połowy XVII wieku. Ściany bazyliki pokryte są dekoracją stiukową, wnętrze rozczłonkowane filarami naw bocznych z masywnymi pilastrami zwieńczonymi głowicami kompozytowymi. Ściany zostały na końcu XVIII wieku marmoryzowane. Sklepienia zdobią freski wykonane w latach 1693–1695 przez artystę Karola Dankwarta i sztukaterie wykonane najprawdopodobniej przez artystów śląskich. W prezbiterium przedstawiono sceny adoracji i znalezienia Krzyża Świętego, a w nawie głównej i bocznych treścią polichromii są cuda jakie działy się na Jasnej Górze, opisane w jasnogórskich księgach łask.
W prawej nawie bocznej usytuowano cztery późnobarokowe ołtarze boczne. Najbliżej prezbiterium znajduje się ołtarz św. Anny, w którego nastawie ustawiono rzeźbę św. Anny z Maryją, a w zwieńczeniu figurę Maryi Niepokalanie Poczętej. Blisko niego położony jest ołtarz św. Józefa z Dzieciątkiem (pierwotnie św. Łukasza) z barokowym obrazem świętego przybranego w srebrną sukienkę. Pomiędzy kaplicami św. Pawła Pierwszego Pustelnika i dwoma pozostałymi kaplicami umieszczono ołtarz z pokłonem Mędrców ze Wschodu (dawniej św. Franciszka Ksawerego z pozostawioną grupą rzeźbiarską przedstawiającego świętego udzielającego chrztu poganom). Ostatni ołtarz w tej bocznej nawie (pod chórem muzycznym) z czarnego marmuru dębnickiego poświęcony jest św. Kazimierzowi z wizerunkiem ołtarzowym przedstawiającym świętego.
W lewej nawie bocznej również usytuowano cztery ołtarze boczne. Najbliżej prezbiterium znajduje się ołtarz św. Joachima prowadzącego młodą Maryję (nosi również on wezwanie Matki Boskiej Różańcowej). Blisko niego położony jest ołtarz św. Jadwigi Królowej (wcześniej św. Jana Nepomucena). Kolejnym ołtarzem usytuowanym na ścianie północnej bazyliki jest ołtarz poświęcony św. Augustynowi (dawniej św. Stanisława Biskupa i Męczennika z pozostawioną figurą świętego). Blisko tego ołtarza na drugim filarze nawy umieszczona jest późnobarokowa ambona z 1762. Następnym ołtarzem jest ołtarz zwieńczony sztukaterią z grupą aniołów i obrazem z XVIII wieku ze sceną Bożego Narodzenia. Ostatni ołtarz pod chórem z czarnego marmuru dębnickiego posiada płaskorzeźbę św. Marii Magdaleny (z jedynym kobiecym aktem znajdującym się na Jasnej Górze) (wcześniej pod wezwaniem św. Zyty, a następnie św. Maksymiliana Marii Kolbego).
Nieliczne ławy bazyliki z drugiej połowy XVIII wieku są dziełem stolarza paulina br. Antoniego Rottera.
Na chórze zachodnim znajdują się jedne z największych organów w Polsce, posiadające 120 głosów. Wybudowane zostały w latach 1953–1956 przez Stefana Truszczyńskiego z Włocławka. Otworzono wówczas szafę dawnych organów XVIII wiecznych, wykonanych przez Caspariniego.

### Ołtarz główny i prezbiterium

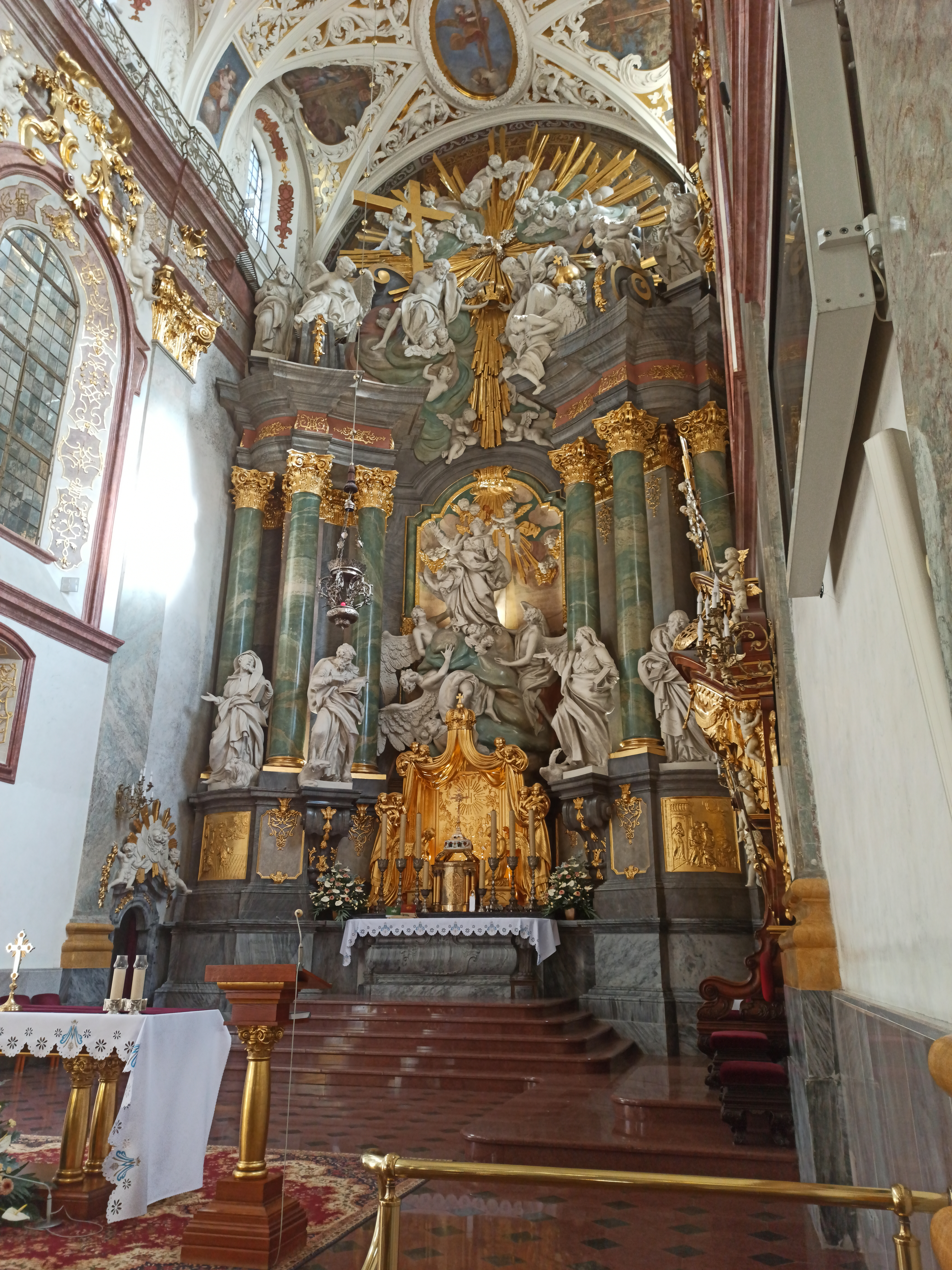
Prezbiterium bazyliki z ołtarzem głównym

Ołtarz główny umieszczony jest na całej ścianie wschodniej prezbiterium, ozdobiony zróżnicowaną marmoryzacją i bogatymi złoceniami, konsekrowany w 1734. Wykonany został w latach 1725–1728 (według projektu nieznanego autora przy udziale architekta włoskiego Giacomo Antonio Buzziniego) przez wrocławskiego rzeźbiarza i sztukatora Johanna Adama Karingera z udziałem marmoryzatora Ignacego Prowizora oraz sztukatora i złotnika Szelcera ze sceną Wniebowzięcia i koronacji Najświętszej Maryi Panny, fundacji hetmana polnego koronnego Stanisława Chomętowskiego, staraniem o. Konstantego Moszyńskiego.
Ołtarz wykonano z kamienia i stiuku. Dolna część (w podbudowie) jest cokołem z mensą w formie sarkofagu. Główną, centralną częścią ołtarza jest tabernakulum z baldachimem w formie namiotu, z postaciami dwóch klęczących aniołów, wykonane w latach 20. XX wieku przez Karola Hukana. W część środkową jego nastawy, ujętą po bokach w potężne trzy pary kolumn dźwigających mocno rozbudowane belkowanie, wkomponowano grupę aniołów unoszących Maryję, a w zwieńczeniu usytuowano Trójcę Świętą koronującą Matkę Bożą. Między kolumnami na ich tle ustawione są monumentalne i dynamiczne figury czterech ewangelistów. Po bokach wznoszą się ponadto figury św. Piotra (z kluczami) i św. Pawła (z mieczem).
Cały wystrój ołtarza sprawia wrażenie zwartej kompozycji architektoniczno-rzeźbiarskiej, z charakterystycznym późnobarokowym dynamizmem i bogactwem malarsko-światłocieniowych efektów.
Na prawo od ołtarza stoi neobarokowy stylizowany tron biskupi wykonany w 1866 według projektu paulina o. Teodora Potockiego. W ścianie północnej znajdują się dwa ozdobne portale z wejściem do przedsionka zakrystii, z drewnianymi drzwiami, wykonanymi około 1860 przez Piotra Fertnera z Częstochowy ozdobionymi płaskorzeźbą przedstawiającą przekazanie przez księcia Władysława Opolczyka cudownego obrazu paulinom oraz drugi portal do samej zakrystii, pochodzące z XVII i XVIII wieku. Przed ołtarzem na posadzce znajduje się płyta nagrobna zamykająca wejście do podziemnych krypt.
Na ścianach prezbiterium u góry umieszczono dwa bogato dekorowane balkony muzyczne z XVIII wieku.

### Kaplica św. Pawła Pierwszego Pustelnika

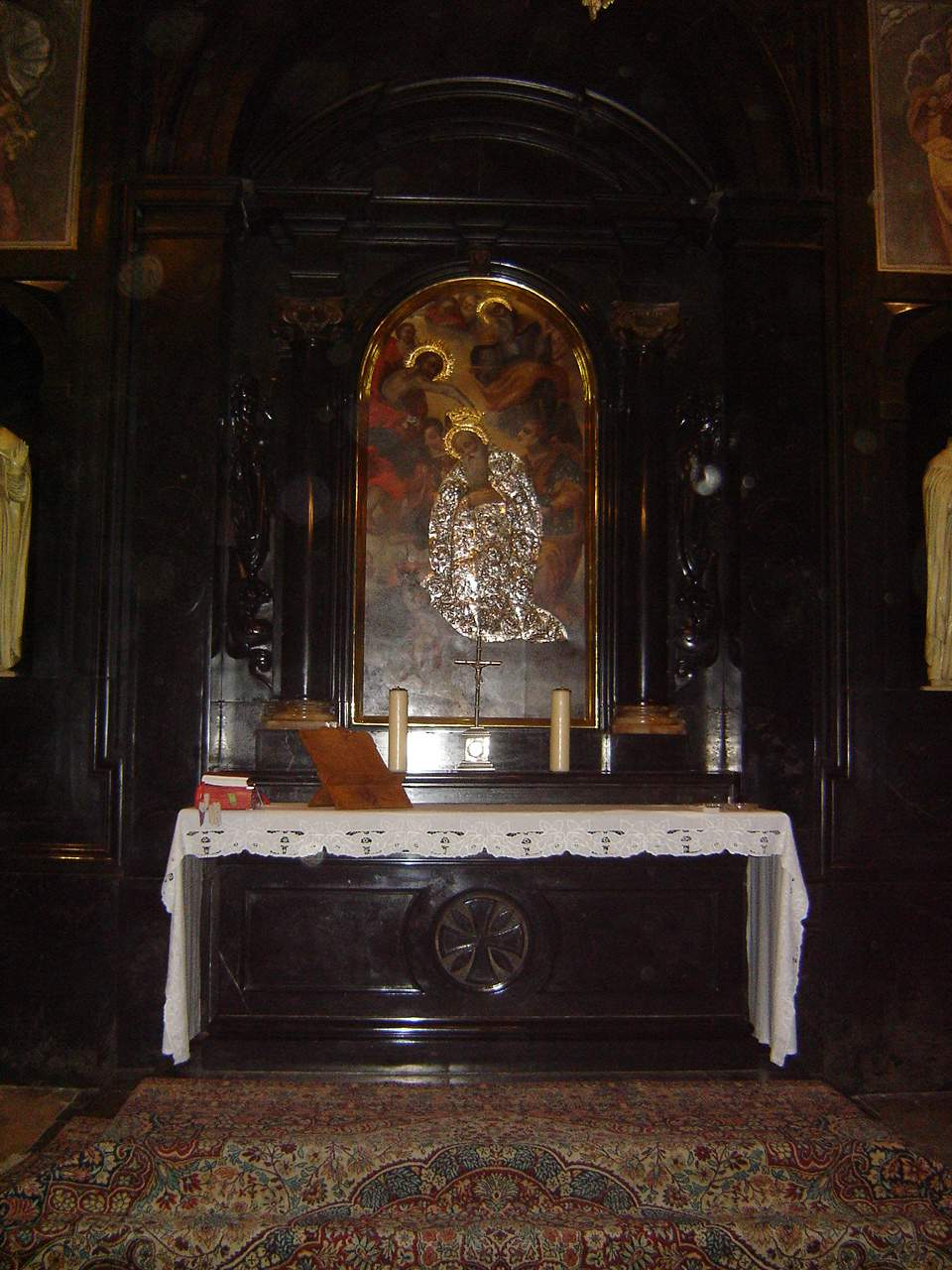
Ołtarz w kaplicy św. Pawła Pierwszego Pustelnika

Kaplica nosi również nazwę kaplicy Denhoffów, ponieważ jest mauzoleum grobowym rodziny Denhoffów. Wejście do niej prowadzi z prawej bocznej nawy (południowej) bazyliki przez portal z czarnego marmuru dębnickiego, z XVII wieczną ozdobną kratą, zwieńczona godłem paulinów. Kaplica jest udostępniona dla pielgrzymów i zwiedzających. Ponadto jest tradycyjnym miejscem przedpogrzebowym wystawienia ciał zmarłych paulinów oraz odprawiania nowenny paulinów przed świętem patrona zakonu.
Budowę kaplicy rozpoczęto w 1644 z myślą o miejscu pochówku magnackiej rodziny Denhoffów, kiedy jej fundator Kasper Denhoff, był ciężko chory. Po jego śmierci w dniu 5 lipca 1645 dalsze prace nadzorowała wdowa po nim Anna Aleksandra Koniecpolska, która zmarła z kolei w 1655 nie doczekawszy się ukończenia prac. Budowę dokończył dopiero opat jędrzejowski Aleksander Denhoff, który zaangażował krakowskiego architekta Franciszka Zaora, a później po jego śmierci krakowskiego kamieniarza Kazimierza Jacka Naporę, który ją ukończył w 1676. Pożar, który wybuchł 16 lipca 1690 znacznie zniszczył kaplicę, która została następnie odnowiona przez Zygmunta Wiktora Denhoffa.
Jest to budowla na planie kwadratu, nakryta kopułą na pendentywach z latarnią. Wnętrze jest surowe i poważne, o ścianach wyłożonych czarnym marmurem dębnickim, w stylu wczesnobarokowym, z trójdzielnym podziałem ścian na centralne przęsło główne i węższe przęsła boczne (na kształt łuku triumfalnego). W narożach kaplicy znajdują się monumentalne jońskie kolumny, dźwigające całą konstrukcję.
Czasza kopuły, utrzymana jest w jasnej tonacji, zdobią ją sztukaterie oraz wkomponowane sceny z życia św. Pawła Pierwszego Pustelnika. W pendentywach umieszczono cztery medaliony z herbami Denhoffów.
Na ołtarzu głównym umieszczono obraz Apoteoza św. Pawła Pierwszego Pustelnika. Święty jest na nim unoszony przez aniołów i koronowany przez Trójcę Świętą. Po lewej stronie ołtarza znajduje się obraz św. Hieronima, piszącego żywot św. Pawła, z aniołem wskazującym na świętego w niebie, a po prawej obraz św. Antoniego Opata w scenie rozmowy z cenobitami i pustelnikami.
Pod kaplicą mieści się krypta grobowa z zachowanymi około dwudziestoma trumnami z wieku XVII i XVIII członków rodziny Denhoffów oraz kilku zakonników paulińskich z XIX wieku.

### Kaplica Najświętszego Serca Pana Jezusa

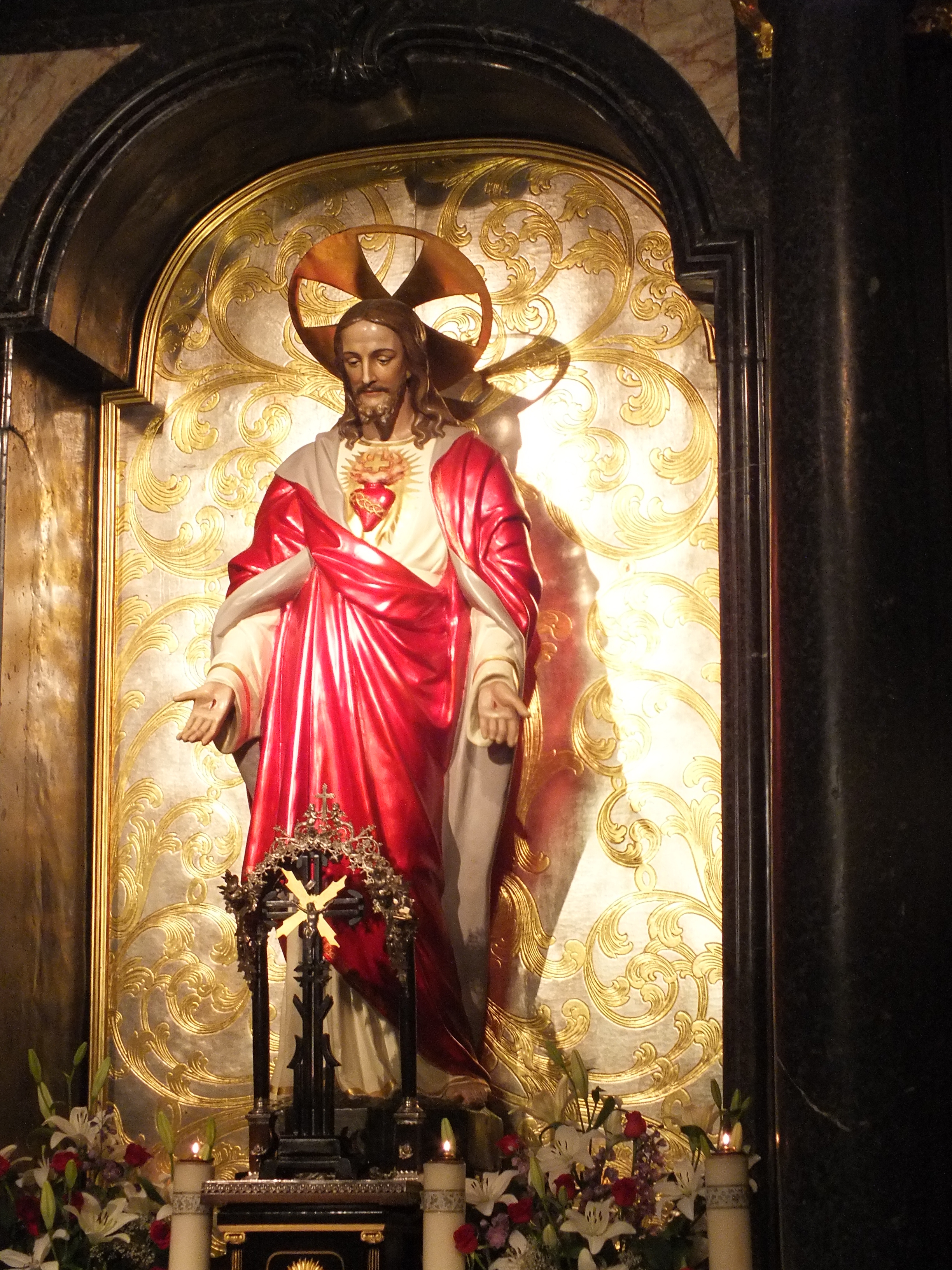
Kaplica Najświętszego Serca Pana Jezusa z figurą Chrystusa w ołtarzu głównym

Kaplica nosi również nazwę kaplicy Jabłonowskich lub świętych Aniołów Stróżów. Od początku XX wieku została nazwana kaplicą Najświętszego Serca Pana Jezusa. Wejście do niej następuje z prawej bocznej nawy (południowej) bazyliki przez późnobarokowy ozdobny portal z czarnego marmuru dębnickiego zamykany kratą XVII wieczną z uzupełnieniami XVIII wiecznymi.
Kaplica powstała w latach 1751–1759 jako mauzoleum grobowe Jabłonowskich. Fundatorem był Stanisław Wincenty Jabłonowski, wojewoda rawski (spoczywa on pod bazyliką). Była ona przebudowana z istniejącej wcześniej kaplicy świętych Aniołów Stróżów. Nakryta jest kopułą na pendentywach, której czaszę zdobi polichromia przedstawiająca cztery sceny z historii Krzyża Świętego, ujęte w dekoracyjne medaliony: wywyższenie węża na pustyni przez Mojżesza z Księgi Liczb, zapowiedź ofiary krzyżowej Chrystusa, znalezienie Krzyża przez św. Helenę i triumf Krzyża jako znaku odkupienia i miłości.
W pendentywach umieszczone są malowidła z symbolicznymi przedstawieniami kobiecych personifikacji czterech kontynentów: Murzynka z krokodylem u stóp symbolizuje Afrykę, kobieta, za którą stoi słoń, symbolizuje Azję, jest też wyobrażenie Ameryki i Europy, którą symbolizuje kobieta, opierająca rękę na głowie wołu i unosząca dłoń w kierunku anioła, który niesie na poduszeczce tiarę i krzyż, symbole chrześcijaństwa.
Wystrój jest rokokowy z XVIII wieku, z dekoracjami typu rocaille. Ściany ozdobione są niszami z czterema stiukowymi rzeźbami aniołów symbolizujących smutek, płacz, Zmartwychwstanie i triumf. W ołtarzu głównym marmurowym na wprost stoi centralna figura Najświętszego Serca Pana Jezusa, będącego odniesieniem do francuskich objawień wizytki św. Małgorzaty Marii Alacoque z Paray-le-Monial, zaś w ołtarzu po lewej stronie mieści się obraz świętych Aniołów Stróżów z XVIII wieku, z centralną postacią Michała Archanioła (z tarczą i wagą), Archanioła Gabriela (z lilią) i Archanioła Rafała z Księgi Tobiasza, innych aniołów oraz Trójcą Świętą u góry obrazu. Po prawej zaś stronie umieszczono nagrobek z czarnego marmuru zawierający: okrągłą płaskorzeźbę portretu fundatora kaplicy Stanisława Jabłonowskiego podtrzymywaną przez anioła, anioła z klepsydrą oraz trąbiącego anioła Sądu Ostatecznego z żółtawo-szarego marmuru paczółtowickiego, który wyrzeźbili kamieniarz krakowski Wojciech Rojowski i kamieniarz dębnicki Tomasz Górecki.
Pierwotnie kaplica była drewniana, rozebrana w 1639, później wzniesiona jako murowana (być może fundacji Lubomirskich), a następnie przebudowana w 1751 na polecenie Stanisława Jabłonowskiego.

W kaplicy tej w latach 1875–1926 umieszczono obraz Matki Bożej Kodeńskiej, usunięty z Kodnia przez rząd carski. Przejściowo kaplica ta była wtedy również pod wezwaniem Matki Bożej Kodeńskiej. W 1980 umieszczono tablicę pamiątkową z napisem: 

Do stóp wygnanej Matki przybywali wierni z Podlasia, prosząc o wytrwanie w wierze i polskości.

Ponadto w kaplicy umieszczono kilka rzędów drewnianych ław po obu stronach posadzki. Kaplica jest udostępniona dla pielgrzymów i zwiedzających. W niektórych godzinach jest zamykana, kiedy odprawiane są w niej zamknięte msze święte, dla przybyłych z zagranicy pielgrzymek.

### Kaplica świętych relikwii
Położona jest w dolnej kondygnacji pod kaplicą Najświętszego Serca Pana Jezusa. Została przebudowana w 1666 z dawnej kaplicy św. Filipa Nereusza (Arcybractwa Różańcowego), wzniesionej w latach 1624–1628, a zaprojektowanej przez architekta Goltzmana pierwotnie jako krypta pw. św. Barbary. W kaplicy są trzy ołtarze. Na ołtarzu znajdującym się po prawej stronie pw. św. Walentego stoją dwa srebrne relikwiarze zwieńczone figurami czaszek świętych: św. Honorata i św. Kandyda. Sprowadzono je z Rzymu w 1682. Po lewej zaś stronie znajdują się relikwie: bł. Euzebiusza i św. Donata. W szklanych, złoconych gablotach pokrywających wszystkie ściany znajdują się ponadto relikwiarze innych świętych i błogosławionych. Kaplicę zamyka otwierana krata. Kaplica nie jest udostępniona dla pielgrzymów i zwiedzających (czasami jest otwierana w dniu 1 lub 2 listopada), zamknięta kratą.

### Zakrystia

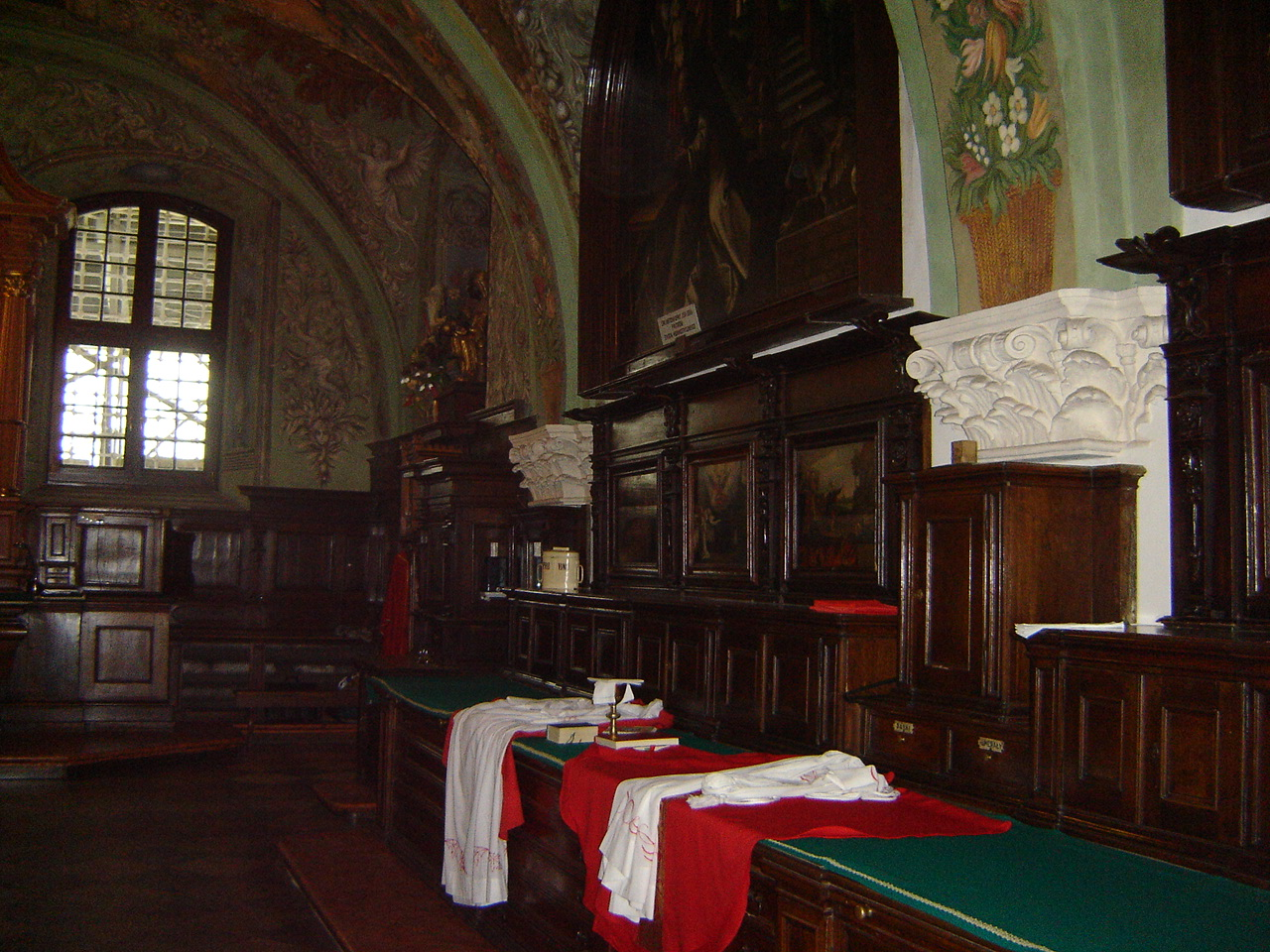
Umeblowanie południowej ściany zakrystii

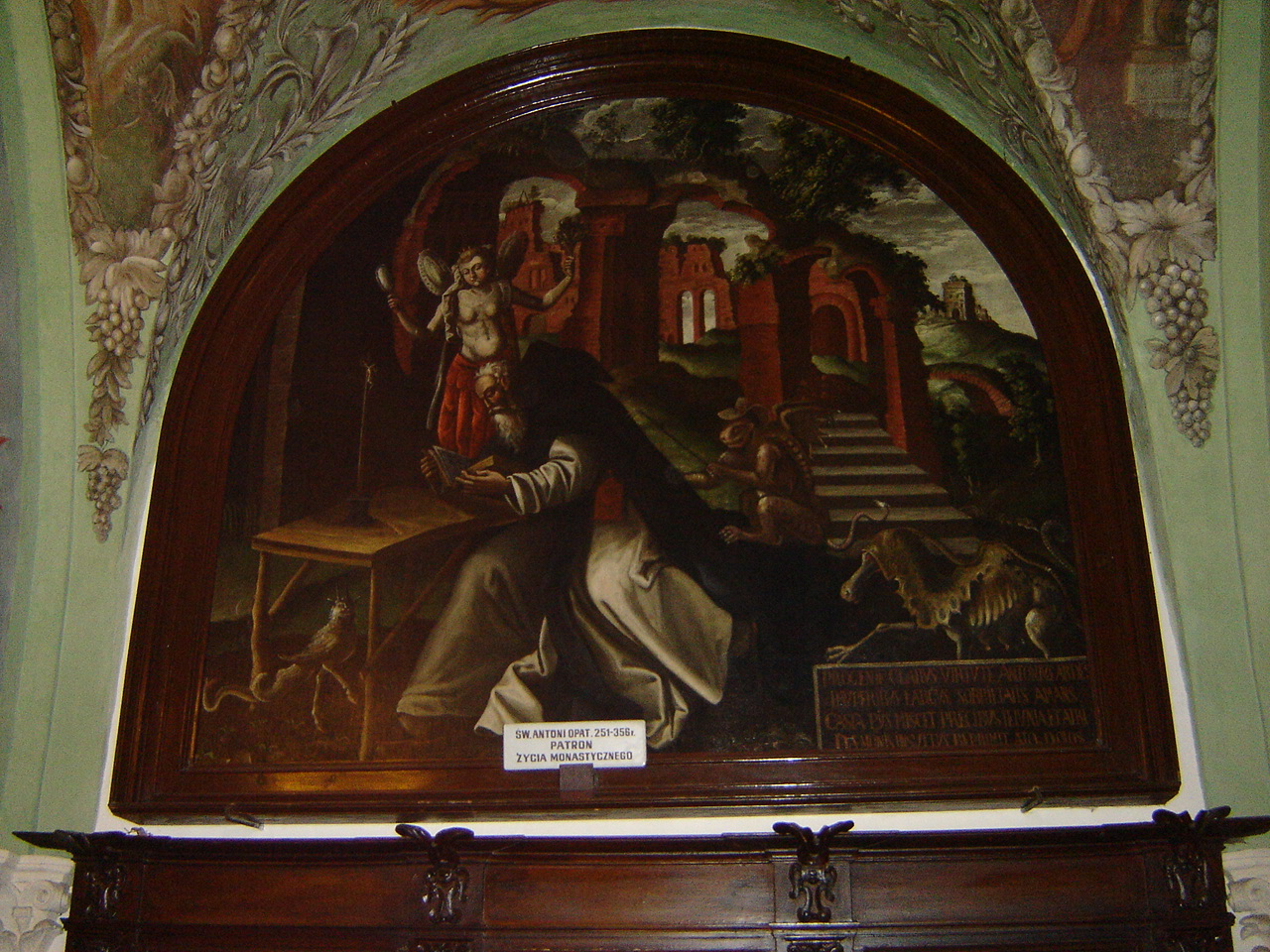
Obraz z jednej z południowych lunet zakrystii przedstawiający kuszenie św. Antoniego Opata

Zakrystia znajduje się we wschodniej części klasztoru. Została wybudowana w latach 1649–1651 z przeznaczeniem na skarbiec. Tę funkcję pomieszczenie pełniło przez krótki czas. Później przekształcono je w salę przygotowań księży i zakonników do sprawowanych czynności liturgicznych.
Pomieszczenie zakrystii zbudowane jest na planie prostokąta rozciągniętego wzdłuż osi wschód-zachód, nakryte sklepieniem kolebkowym z lunetami, ozdobionymi późnobarokowymi freskami o tematyce biblijnej pędzla Karola Dankwarta w latach 1693–1695, (m.in. sceny z życia Heliodora i Salomona). Na ścianie wschodniej, przeciwległej do głównego wejścia znajduje się ołtarz pw. św. Wacława z jego figurą oraz obrazem ukrzyżowanego Chrystusa. Na prawo od drzwi wejściowych umieszczono w 1724 lawaterz z czarnego marmuru dębnickiego ozdobiony wkładkami z różnobarwnych marmurów i przedstawieniem św. Marii Magdaleny.
Zakrystia umeblowana jest XVII wiecznymi komodami ustawionymi przy ścianach północnej i południowej połączonymi z boazerią ozdobioną przez dziewięć (pierwotnie dziesięć) obrazów o wymiarach (46 × 63) cm, opowiadających o roli Anioła Stróża w życiu człowieka, namalowanych przez Krzysztofa Fokelskiego. Pozostałe obrazy zostały wykonane przez anonimowego artystę. Przedstawiono na nich m.in. Zwiastowanie, pokłon Mędrców ze Wschodu i pokłon pasterzy.
W lunetach sklepiennych, na ścianie północnej i południowej znajduje się cykl siedmiu obrazów malowanych na płótnie po 1651, ze scenami z życia pustelników:
- Komunii św. przyjętej przez św. Marię Egipcjankę (†500), po nawróceniu pokutującej
- Św. Taidy, grzesznicy aleksandryjskiej z IV wieku, nawróconej przez św. Pafnucego, która resztę życia spędziła w samotności
- Męczeństwa św. Dympty, opiekunki psychicznie chorych z VII wieku
- Św. Romualda (952–1027), założyciela zakonu kamedułów
- Kuszenia św. Antoniego Opata
- Pogrzebu św. Sofronii, pustelnicy
- Św. Martyniana, początek IV wieku

Ponadto nad wejściem umieszczono obraz olejny malowany po 1651, przedstawiający biskupa magdeburskiego Udona, który odprawiwszy świętokradczą mszę św. poniósł śmierć (z wyroku bożego) ścięty przez św. Maurycego.

### Krypty grobowe
Poza wymienioną wcześniej kryptą grobową w kaplicy Denhoffów, pod posadzką bazyliki znajdują się również inne krypty. Badania archeologiczne z lat 2009–2012 wykazały, że pod posadzką obecnej bazyliki istniał pierwotnie cmentarz ziemny. Następnie po wybudowaniu na nim bazyliki, pod jej posadzką urządzono prawdopodobnie kilkanaście krypt grobowych (dotychczas odkryto 6 murowanych). Pochowani są w niej zakonnicy paulińscy oraz osoby świeckie. W niektórych kryptach odkryto unikatowe pochówki trumienne z XV wieku tzw. dłubanki, czyli pochówki w wydrążonych pniach drzew.
Ponadto w kryptach spoczywa m.in. 10 członków kapeli jasnogórskiej oraz ich rodzin.
| Lp. | Pochowany             | Data śmierci |
| 1.  | Jakub Cichocki        | 1766         |
| 2.  | Józef Dąbrowski       | 1795         |
| 3.  | Marcin Dejczer        | 1783         |
| 4.  | Franciszek Kottritsch | 1787         |
| 5.  | Anna Pińska           | 1776         |

| Lp. | Pochowany           | Data śmierci |
| 6.  | Wincenty Piński     | 1785         |
| 7.  | Maciej Wit          | 1786         |
| 8.  | Elżbieta Zabłocka   | 1792         |
| 9.  | Józef Zabłocki      | 1785         |
| 10. | Wincenty Żmudziński | 1791         |

| Lp. | Pochowany             | Data śmierci |
| 1.  | Jakub Cichocki        | 1766         |
| 2.  | Józef Dąbrowski       | 1795         |
| 3.  | Marcin Dejczer        | 1783         |
| 4.  | Franciszek Kottritsch | 1787         |
| 5.  | Anna Pińska           | 1776         |

| Lp. | Pochowany           | Data śmierci |
| 6.  | Wincenty Piński     | 1785         |
| 7.  | Maciej Wit          | 1786         |
| 8.  | Elżbieta Zabłocka   | 1792         |
| 9.  | Józef Zabłocki      | 1785         |
| 10. | Wincenty Żmudziński | 1791         |

Krypty grobowe nie są udostępnione dla pielgrzymów i zwiedzających.